# 60dB
60dB es una productora de televisión española, fundada en julio de 2012 por el grupo Mediaset España y los publicistas Risto Mejide y Marc Ros. La sede central de la compañía se encuentra situada en el centro de Madrid.

## Historia
El grupo Mediaset España tentó a Risto Mejide y Marc Ros para constituir una nueva productora audiovisual. Los objetivos de la nueva compañía son: que centre su actividad en el desarrollo de espacios de entretenimiento y que se dedique, entre otras cosas, a producir formatos de “branded content”. En cuanto al origen del nombre de la productora, el publicista creativo argumentó que «el umbral corriente de una conversación es 60 decibelios. Si se sobrepasa ese umbral, la conversación se considera gritos, [ruido]». Por otro lado, el CEO de Mediaset, Paolo Vasile, explicó en la presentación de la compañía en rueda de prensa que, la creación de 60dB «se enmarca en una nueva generación de productoras que llega desde el ámbito de la publicidad, y en el que, Mediaset España tendrá la oportunidad de asomarse a la creatividad publicitaria y ampliar su experiencia en la creación de formatos para cine y televisión».

## Equipo
La compañía audiovisual de nueva generación en España cuenta con un amplio equipo de profesionales en el ámbito de la producción. 60dB estaba dirigida por Enrique Darriba como director general, David Botello como Director de contenidos, y Carlos García como Director de producción.

## Producción
Desde su fundación, la empresa ha producido programas como JUEGOS EN FAMILIA para BOING, BREAKING OF y SHAKING OF para FDF, MONEYTIME para CUATRO, y BEBÉ A BORDO para DIVINITY.

## Programas emitidos
- La incubadora de negocios - (Cuatro) presentado por Raquel Sanchez Silva
- Juegos en familia - (BOING)
- Especial LQSA - (FDF)
- Money Time - (Cuatro)
- Bebé a bordo - (Divinity)